# Mattias Gardell
Pour les articles homonymes, voir Gardell.
Hans Bertil Mattias Gardell (né le 10 août 1959 à Solna) est un historien suédois et spécialiste des religions comparées. Il est actuellement titulaire du siège Nathan Söderblom de religion comparée de l'Université d'Uppsala, en Suède. Il a été le premier lauréat du prix Lénine en 2009 et a reçu le prix de l'Académie royale suédoise des lettres, de l'histoire et des antiquités pour ses recherches distinguées dans le domaine des sciences humaines, la médaille d'or royale, en 2003. 

## Carrière
Mattias Gardell est né à Solna, dans le comté de Stockholm, en Suède. Il a obtenu un doctorat en histoire des religions à l'Université de Stockholm en 1995 et est devenu maître de conférence en 1999. Il a travaillé au Département de religion comparée et au Centre de recherche sur les migrations internationales et les relations ethniques de l'Université de Stockholm. Il a également vécu et étudié au Caire, en Égypte. En mars 2006, il a été nommé premier titulaire (à partir du 1er juillet 2006) du siège Nathan Söderblom de religion comparée de l'Université d'Uppsala. 
Gardell se spécialise dans l'étude de l'extrémisme religieux et du racisme religieux aux États-Unis, étudiant des groupes tels que le Ku Klux Klan, Nation of Islam et les mouvements folkloriques du néopaganisme (odinisme). Sa thèse de 1995 sur Louis Farrakhan et la Nation of Islam a été publiée dans les éditions britannique et américaine. 
En tant qu'expert de l'islamophobie, il a témoigné en tant que témoin expert dans le procès d'Anders Breivik et a co-rédigé la section « Suède » du Rapport européen sur l'islamophobie de 2017 publié par le groupe de réflexion turc SETA. 

## Opinions politiques

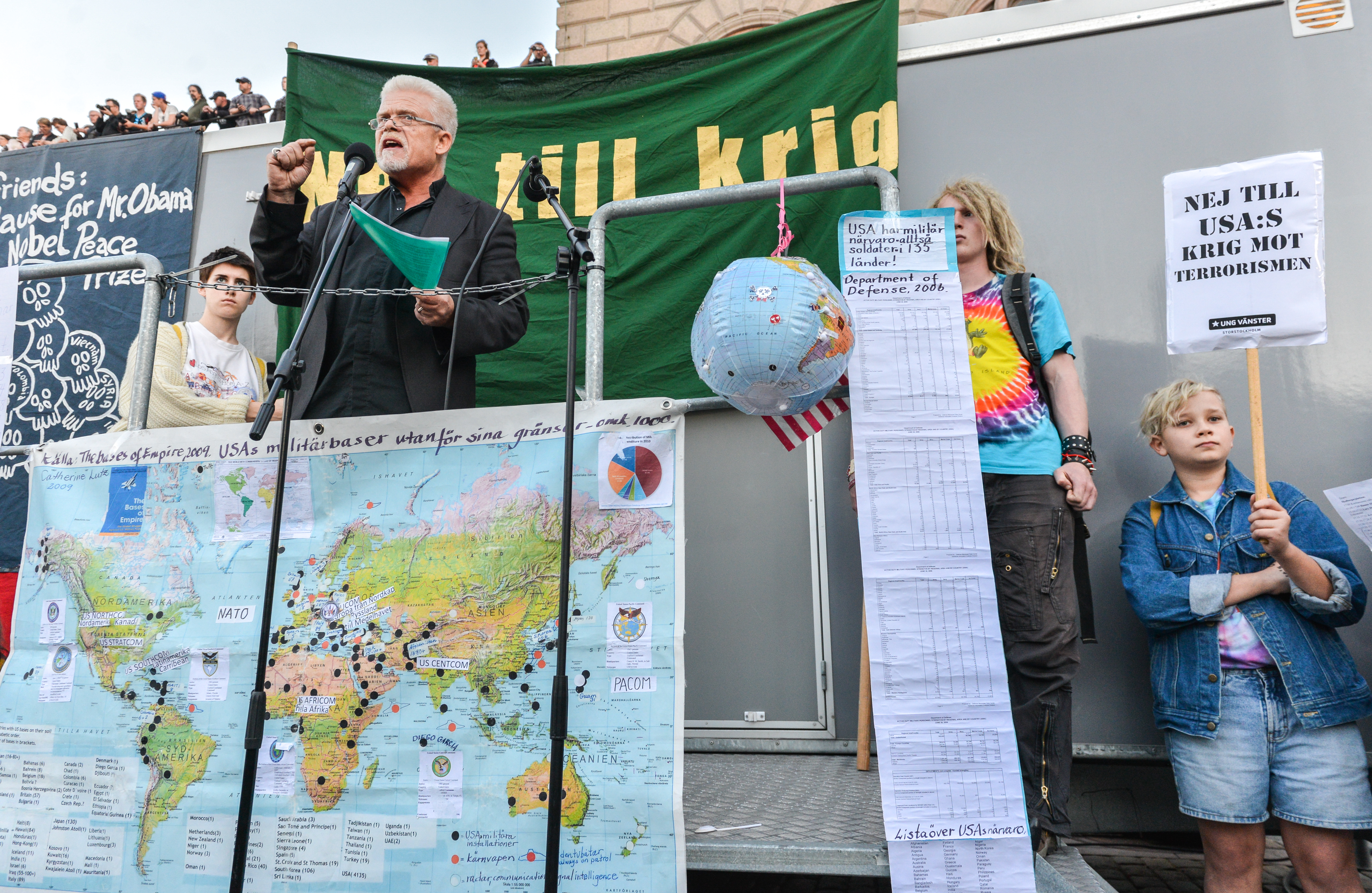
Gardell en septembre 2013, à Stockholm, s'exprimant lors d'une manifestation contre la visite de Barack Obama en Suède.

Gardell est un socialiste libertaire et un défenseur des droits de l'homme reconnu. Dans le passé, il se considérait comme païen et s'est qualifié d'« anarchiste spirituel »
Gardell était l'un des onze militants suédois de Ship to Gaza participant à la flottille qui a tenté de briser l'embargo israélien sur la bande de Gaza. Avec sa femme, Gardell était à bord du MV Mavi Marmara lors du raid des forces armées israéliennes sur la flottille le matin du 31 mai 2010. Il a été expulsé d'Israël et a atterri en Suède le 3 juin avec sa femme et d'autres participants suédois. Il a déclaré aux journalistes suédois : « Nous avons été victimes d'un assaut militaire massif... Il ne peut être décrit que comme du piratage ». Il a également déclaré que les soldats sont venus à bord avec des armes à pleine charge équipées de viseurs laser et qu'au moins quatre personnes ont été tuées dans le style d'une exécution. 

## Vie privée
Gardell est le fils de Bertil Gardell, professeur de psychologie sociale, et le frère de l'écrivain et comédien Jonas Gardell. Il est marié à Edda Manga. Il a neuf enfants, Linus, Emma, Moa, Ida, Sofia, Stefan, Kim, Amanda et Ina. 
Il a dit qu'il ressent un attachement à l'odinisme et qu'il l'a pratiqué « par vagues », mais depuis 2007, il ne l'a plus pratiqué activement. 